# Arroio Pelotas

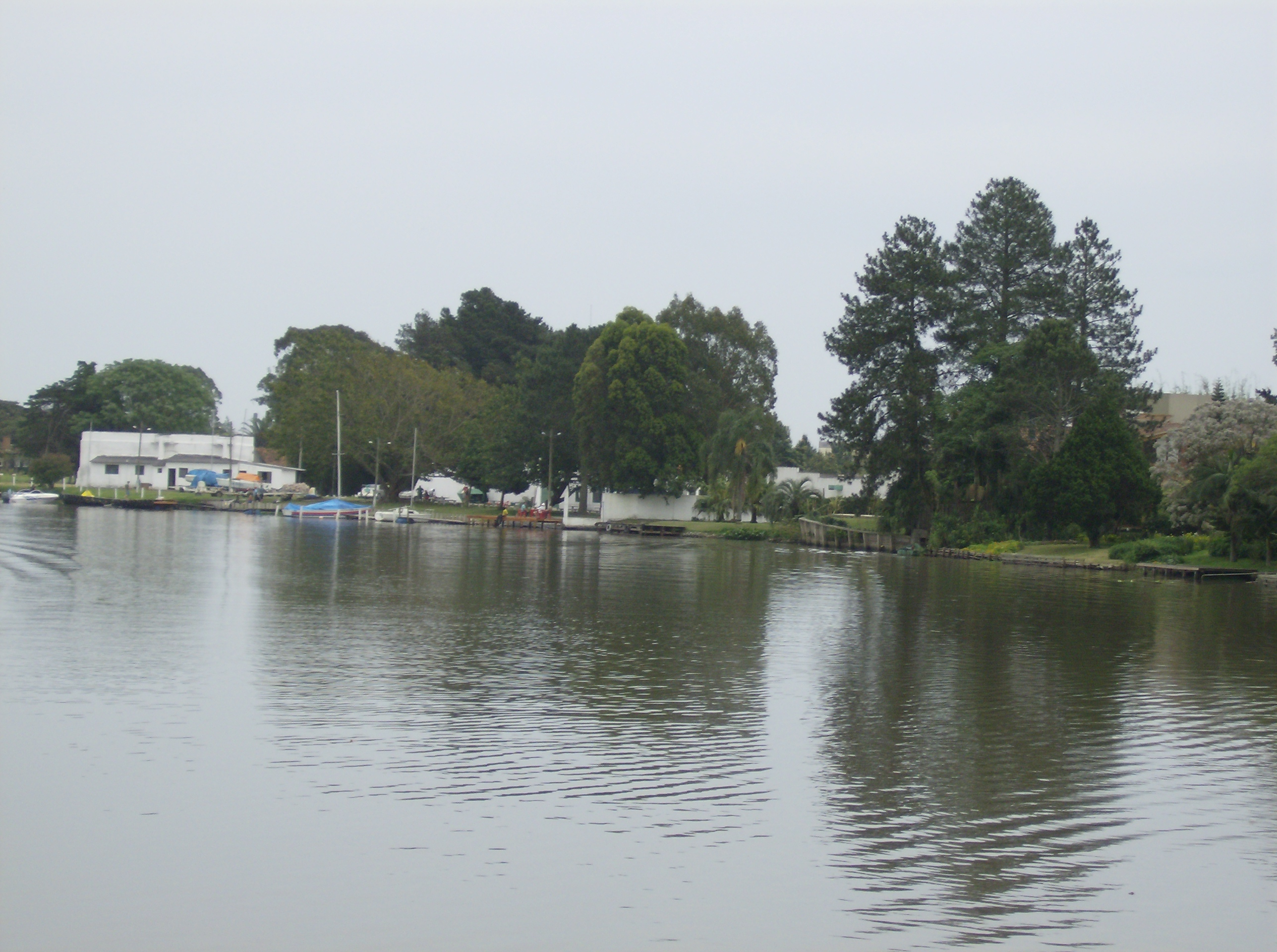
Margem do Arroio Pelotas, na localidade de Recanto de Portugal

Arroio Pelotas é um arroio que drena o município de Pelotas, cidade brasileira do estado do Rio Grande do Sul. Possui cerca de sessenta quilômetros de extensão.
O Arroio Pelotas nasce do encontro de dois outros arroios, o Arroio das Caneleiras e o Arroio do Quilombo. Deságua no Canal São Gonçalo, que liga a Lagoa dos Patos à Lagoa Mirim. Possui esse nome em virtude das pelotas, embarcações que transportavam a carne salgada – o charque – produzida pelas charqueadas às suas margens. É considerado patrimônio cultural do estado do Rio Grande do Sul.